# بندقية مغلاقية

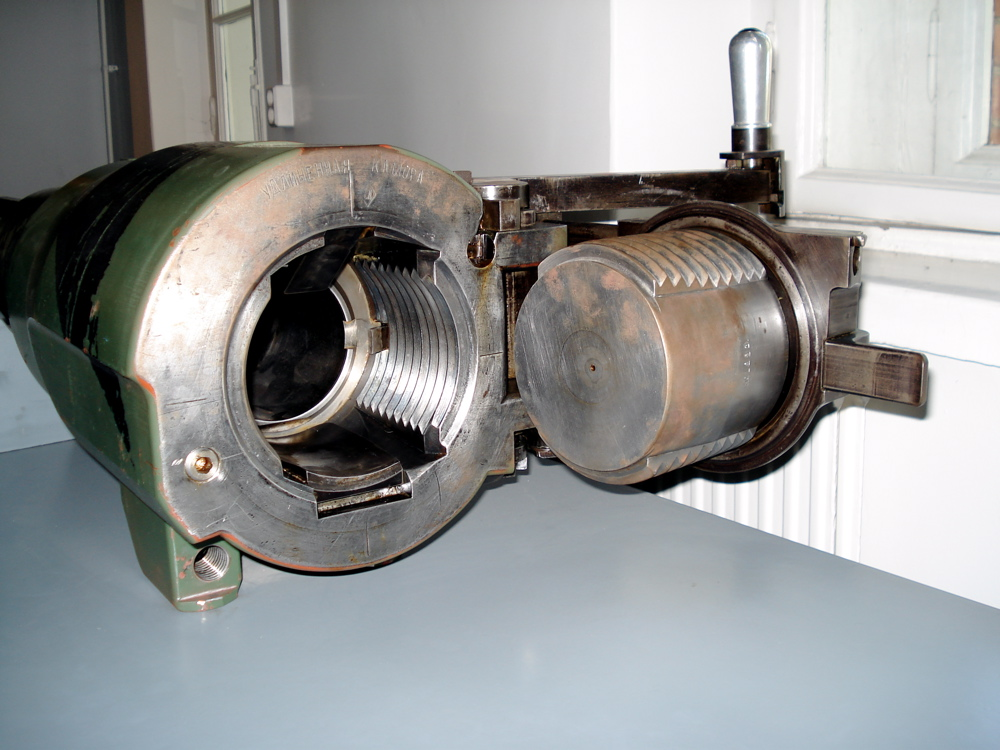
المؤخرة (المِغلاق) من مدفع هُفِتزَر الروسي 122 مم M1910

رسم متحرك يوضح دورة التحميل لمدفعية بحرية كبيرة. سلسلة من الأبواب المتشابكة تغلق وتفتح الطريق من مخزن المدفعية لمنع وميض من الانتقال في المسار إلى المخزن.

البندقية المِغلاقيّة هي سلاح ناري يُحمّل فيه المستخدمُ الذخيرةَ (خرطوشة أو قذيفة) عبر الجزء الخلفي السبطانة عكس بندقية الإلقام الفوهي الذي يحمل الذخيرة عبر المقدمة.